# 넌 내게 반했어 (노브레인의 노래)
넌 내게 반했어는 노브레인의 노래이다. 경쾌한 펑크 록 음악이며, 누구나 따라부르기 쉽고 기타도 간단한 음으로 되어 있어 중독성이 강하다. Stand Up Again라는 앨범에 최초수록되었다.